# جیمین
این یک نام کره‌ای است؛ نام خانوادگی پارک است.
پارک جی-مین (به کره‌ای: 박지민؛ زادهٔ ۱۳ اکتبر ۱۹۹۵) که با نام جیمین (به انگلیسی: Jimin) شناخته می‌شود، خواننده، ترانه‌سرا و رقصندهٔ اهل کره جنوبی است. او در سال ۲۰۱۳ به‌عنوان عضوی از گروه پسرانهٔ کره‌ای بی‌تی‌اس، زیرنظر بیگ هیت اینترتینمنت آغاز به کار کرد.
خدمت سربازی جیمین، از دسامبر 2023 آغاز شد.

## زندگی و حرفه

### اوایل زندگی و تحصیلات
پارک جی-مین (به انگلیسی: Park Ji-min) در ۱۳ اکتبر ۱۹۹۵، در منطقهٔ گیمجونگ بوسان کرهٔ جنوبی زاده شد. خانوادهٔ او شامل مادر، پدر و یک برادر کوچک‌تر است. او دوران دبستان را در مدرسهٔ هودونگ و راهنمایی را در مدرسهٔ یونسان بوسان گذراند. در دورهٔ راهنمایی، در کلاس‌های آکادمی رقص جاست دنس حضور یافت و رقص‌های پاپینگ و لاکینگ را آموخت. جیمین پیش از آغاز دورهٔ کارآموزی خود، در دبیرستان هنرهای بوسان به تحصیل رقص معاصر پرداخت و در بخش رقص مدرن دانش‌آموز برتر بود. او سپس به پیشنهاد یکی از معلمانش، در مصاحبهٔ یک کمپانی سرگرمی شرکت کرد و در نهایت عضو بیگ هیت اینترتینمنت شد. پس از قبولی در این مصاحبه در سال ۲۰۱۲، به دبیرستان هنرهای کره‌ای سئول منتقل و در سال ۲۰۱۴ فارغ‌التحصیل شد. سپس جیمین در دانشگاه سایبر جهانی مشغول به تحصیل شد.

### بی‌تی‌اس
جیمین در ۱۳ ژوئن ۲۰۱۳ به‌عنوان عضوی از بی‌تی‌اس، با انتشار تک‌آهنگ «خیال‌بافی دیگه بسه» آغاز به کار کرد. او خواننده و رقصندهٔ این گروه است. جیمین تحت نام بی‌تی‌اس، دو قطعهٔ تک‌خوانی منتشر کرده‌است: «دروغ» و «سرندیپیتی». «دروغ» در سال ۲۰۱۶، به‌همراه آلبوم بال‌ها منتشر شد. این قطعه، خیره‌کننده و نمایشی توصیف شد که با انتقال فضا و احساسات تاریک، به انعکاس مفهوم کلی آلبوم قوت می‌بخشید. در مقابل آن «سرندیپیتی» از آلبوم عاشق خودت باش: او که در سال ۲۰۱۷ منتشر شد، قطعه‌ای لطیف و احساسی بود که از خوشی و کنجکاوی عشق سخن می‌گفت.
هر سه تک‌خوانی جیمین، «سرندیپیتی»، «دروغ» و «سرندیپیتی (نسخهٔ کامل)»، بیش از پنجاه میلیون استریم در اسپاتیفای دارد و جیمین تنها هنرمند کره‌ای است که سه ترانه‌اش بیش از ۵۰ میلیون بار استریم شده‌است. این ترانه‌ها همچنین، تنها تک‌خوانی‌ها از اعضای بی‌تی‌اس اند که در لیست ۲۰ ترانهٔ بی‌تی‌اس با بیشترین استریم در جدول رسمی بریتانیا، حضور دارند. قطعهٔ «قول» (۲۰۱۸) از جیمین، پرشنونده‌ترین ترانه در ۲۴ ساعت اول انتشار، در تاریخ ساوندکلاود بود و رکورد پیشین را که از آن «دوپی فری‌استایل» دریک بود، شکست.
او در سال ۲۰۱۸، به‌همراه دیگر اعضای بی‌تی‌اس، نشان لیاقت فرهنگی را از رئیس‌جمهور کرهٔ جنوبی دریافت کرد.

### فعالیت انفرادی
جیمین در سال ۲۰۱۴، به‌همراه عضو دیگر گروه، جونگ کوک، ترانهٔ «روز کریسمس» را منتشر کرد که بازخوانی کره‌ای «دارواش» از جاستین بیبر بود و متن کره‌ای آن توسط جیمین نوشته شده‌بود. او در همکاری دیگری با جونگ‌کوک، کاوری از «دیگه با هم حرف نمی‌زنیم» چارلی پوث و سلنا گومز را در ۲ ژوئن ۲۰۱۷ منتشر کرد.
جیمین در سال ۲۰۱۶، در برنامه‌هایی چون سلام مشاور، لطفاً هوای یخچالمو داشته باش و محل کار خدا حضور یافت. در همان سال، مجری ویژهٔ برنامه‌هایی مانند شو! میوزیک کر و ام کانت‌داون بود. او در ماه دسامبر، در جشنوارهٔ ترانهٔ کی‌بی‌اس، به اجرای دونفره‌ای با ته‌مین از گروه شاینی پرداخت.
جیمین در ۳۰ دسامبر ۲۰۱۸، نخستین تک‌خوانی خود (خارج از بی‌تی‌اس) را با عنوان «قول»، به‌صورت رایگان در صفحهٔ ساوندکلاود بی‌تی‌اس منتشر کرد. بیلبورد این ترانه را «پاپ بالادی ملایم» توصیف کرد. این قطعه توسط جیمین و تهیه‌کنندهٔ بیگ هیت اینترتینمنت، اسلو ربیت، نوشته شده‌بود و اسلو ربیت تهیه‌کنندهٔ آن نیز بود. متن «قول» را جیمین به‌همراه آر ام، عضو دیگر بی‌تی‌اس، سروده‌بود.
اولین آلبوم انفرادی او صورت در ۲۴ مارس ۲۰۲۳ منتشر شد. دومین آلبوم انفرادی جیمین به نام میوز در ۱۹ جولای ۲۰۲۴ زمانی که در سربازی بود منتشر شد.

## استعداد هنری

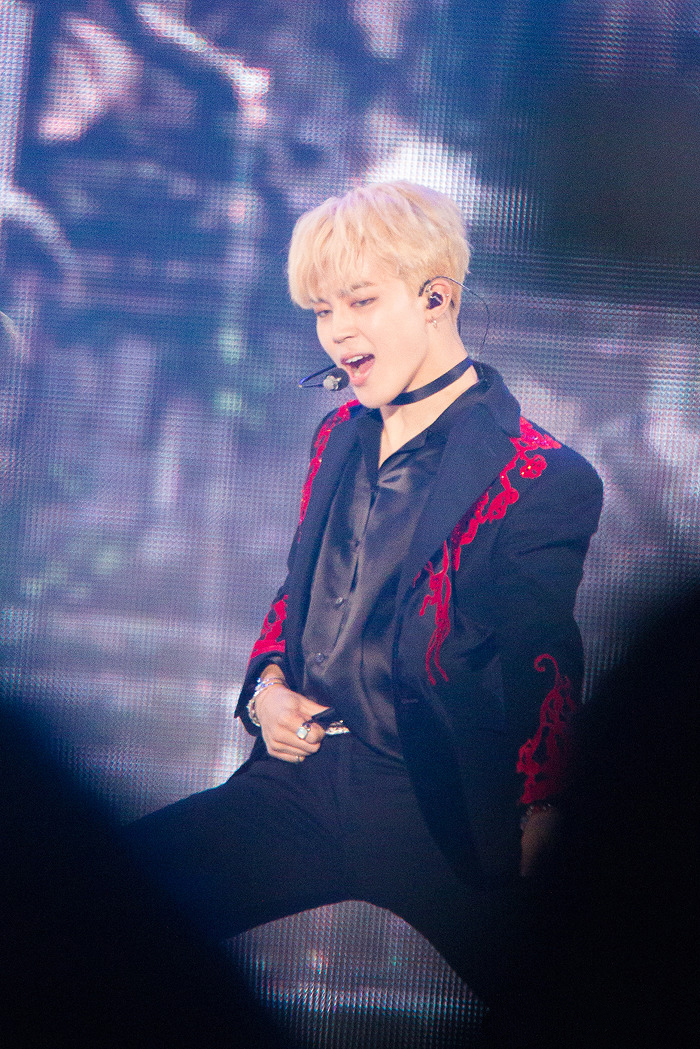
جیمین حین اجرای «خون عرق و اشک‌ها» در جوایز موسیقی ملون ۲۰۱۶.

تن صدای جیمین ظریف و شیرین توصیف شده‌است. او در میان اعضای گروه و کل کی-پاپ، رقصنده‌ای استثنائی در نظر گرفته می‌شود. به گفتهٔ نوئل دوو از الیت دیلی، جیمین اغلب به‌خاطر «حرکات نرم و موزونش» و همچنین جذابیتی که بر روی صحنه دارد، تحسین می‌شود. در مستند صحنه را بسوزان بی‌تی‌اس، جیمین خود را کمال‌گرا توصیف کرد و گفت، کوچک‌ترین اشتباه حین اجرا موجب ایجاد حس گناه و اضطراب در او می‌گردد.
او از رین به‌عنوان یکی از الهام‌بخش‌های خود در مسیر خوانندگی و اجرا یاد کرده‌است.

## تأثیر
جیمین در بررسی انجام‌شده توسط گالوپ کره در سال ۲۰۱۶، به‌عنوان چهاردهمین آیدل محبوب کره انتخاب شد. او در سال ۲۰۱۷ هفتم و در ۲۰۱۸ و ۲۰۱۹ اول شد. در سال ۲۰۱۸، نهمین سلبریتی جهان با بیشترین توییتِ مربوط و هشتمین موسیقی‌دان با این عنوان بود. او در فهرست بهترین عضو گروه پسرانهٔ تاریخ گاردین، هفدهم بود. جیمین از ژانویه تا مهٔ ۲۰۱۸، جایزهٔ ماهانهٔ پیپر اند بیلبورد را برای «هنرمند برتر کی-پاپ – شخص» از آن خود کرد. پیپر اند بیلبورد یک جایزهٔ همکاری میان اپ شبکهٔ اجتماعی پیپر و بیلبورد کره است که بر اساس آرای طرفداران برای هنرمند کی-پاپ محبوبشان، برندهٔ هر ماه را اعلام می‌کند. این جایزه تحت نام جیمین به خیریهٔ یونیسف اهدا شد. او در سال ۲۰۱۹، به‌خاطر اجرای رقص بوچه‌چوم (رقص بادبزن سنتی کره‌ای) در مراسم جوایز موسیقی ملون ۲۰۱۸ و کمک به گسترش این رقص در خارج از کره، لوح تقدیر انجمن حافظ منافع فرهنگی را دریافت کرد.

## فعالیت‌های بشردوستانه
جیمین از سال ۲۰۱۶ تا ۲۰۱۸، هزینهٔ لباس فرم فارغ‌التحصیلان مدرسهٔ ابتدایی هودونگ بوسان، مدرسهٔ دوران کودکی‌اش، را پوشش داد. پس از انتشار خبر تعطیلی این مدرسه، به آخرین فارغ‌التحصیلان آن، لباس‌های فرم تابستانی و زمستانی دورهٔ راهنمایی و به تمام دانش‌آموزان، آلبوم‌های امضاشده هدیه کرد. او در اوایل ۲۰۱۹، برای حمایت از دانش‌آموزان کم‌درآمد، ۱۰۰ میلیون وون کره (حدود ۸۸٬۰۰۰ دلار آمریکا) به ادارهٔ آموزش و پرورش بوسان اهدا کرد. ۳۰ میلیون وون از آن (حدود ۲۳٬۰۰۰ دلار) به دبیرستان هنرهای بوسان، دبیرستانی که جیمین در آن تحصیل کرده‌بود، تعلق گرفت. جیمین در ژوئیهٔ ۲۰۲۰، جهت بورسیهٔ دانش‌آموزان مستعد کم‌درآمد استان جوللای جنوبی، ۱۰۰ میلیون وون دیگر به بنیاد آموزش آیندهٔ جوننام اهدا کرد.

## ترانه‌شناسی

### ترانه‌های در جدول
| عنوان                | سال                  | بالاترین موقعیت در جدول | بالاترین موقعیت در جدول | بالاترین موقعیت در جدول | بالاترین موقعیت در جدول | بالاترین موقعیت در جدول | بالاترین موقعیت در جدول | بالاترین موقعیت در جدول | بالاترین موقعیت در جدول | بالاترین موقعیت در جدول | بالاترین موقعیت در جدول | فروش                                  | آلبوم                |
| عنوان                | سال                  | کانادا                  | فرانسه                  | مجارستان                | نیوزیلند                | اسکاتلند                | کره                     | کره                     | بریتانیا                | ایالات متحده            | ملل ایالات متحده        | فروش                                  | آلبوم                |
| عنوان                | سال                  | کانادا                  | فرانسه                  | مجارستان                | نیوزیلند                | اسکاتلند                | گائون                   | ۱۰۰ آهنگ                | بریتانیا                | ایالات متحده            | ملل ایالات متحده        | فروش                                  | آلبوم                |
| به‌عنوان خوانندهٔ اصلی | به‌عنوان خوانندهٔ اصلی | به‌عنوان خوانندهٔ اصلی    | به‌عنوان خوانندهٔ اصلی    | به‌عنوان خوانندهٔ اصلی    | به‌عنوان خوانندهٔ اصلی    | به‌عنوان خوانندهٔ اصلی    | به‌عنوان خوانندهٔ اصلی    | به‌عنوان خوانندهٔ اصلی    | به‌عنوان خوانندهٔ اصلی    | به‌عنوان خوانندهٔ اصلی    | به‌عنوان خوانندهٔ اصلی    | به‌عنوان خوانندهٔ اصلی                  | به‌عنوان خوانندهٔ اصلی |
| -------------------- | -------------------- | ----------------------- | ----------------------- | ----------------------- | ----------------------- | ----------------------- | ----------------------- | ----------------------- | ----------------------- | ----------------------- | ----------------------- | ------------------------------------- | -------------------- |
| «دروغ»               | ۲۰۱۶                 | —                       |                         | —                       | —                       | —                       | ۱۹                      | —                       | —                       | —                       | ۳                       | - کره: ۱۱۴٬۶۹۱                        | بال‌ها                |
| «مقدمه: سرندیپیتی»   | ۲۰۱۷                 | —                       | ۹۳                      | ۱۹                      | —                       | ۷۸                      | ۱۸                      | ۷                       | —                       | —                       | ۲                       | - کره: ۱۱۴٬۱۲۸ - ایالات متحده: ۱۰٬۰۰۰ | عاشق خودت باش: او    |
| «فیلتر»              | ۲۰۲۰                 | ۸۸                      | —                       | ۶                       | —                       | ۴۶                      | ۱۵                      | ۹                       | ۱۰۰                     | ۸۷                      | ۳                       | —                                     | نقشهٔ روح: ۷          |

### ترانه‌های دیگر
| سال  | عنوان                                                   | قالب                   | توضیحات                                                | منبع   |
| ---- | ------------------------------------------------------- | ---------------------- | ------------------------------------------------------ | ------ |
| ۲۰۱۴ | «فارغ‌التحصیلی ۹۵ای‌ها» با صدای جیمین و وی                | دانلود دیجیتال، استریم | ترانهٔ فارغ‌التحصیلی دو عضو بی‌تی‌اس                       | [ ۶۰ ] |
| ۲۰۱۴ | «روز کریسمس» با صدای جیمین و جونگ کوک                   | دانلود دیجیتال، استریم | کاور کره‌ای «دارواش» از جاستین بیبر                     | [ ۶۱ ] |
| ۲۰۱۷ | «دیگه با هم حرف نمی‌زنیم قسمت ۲» با صدای جیمین و جونگ‌کوک | دانلود دیجیتال، استریم | کاور «دیگه با هم حرف نمی‌زنیم» از چارلی پوث و سلنا گومز | [ ۱۶ ] |
| ۲۰۱۸ | «قول»                                                   | دانلود دیجیتال، استریم | —                                                      | [ ۶۲ ] |

### ترانه‌سرایی‌ها

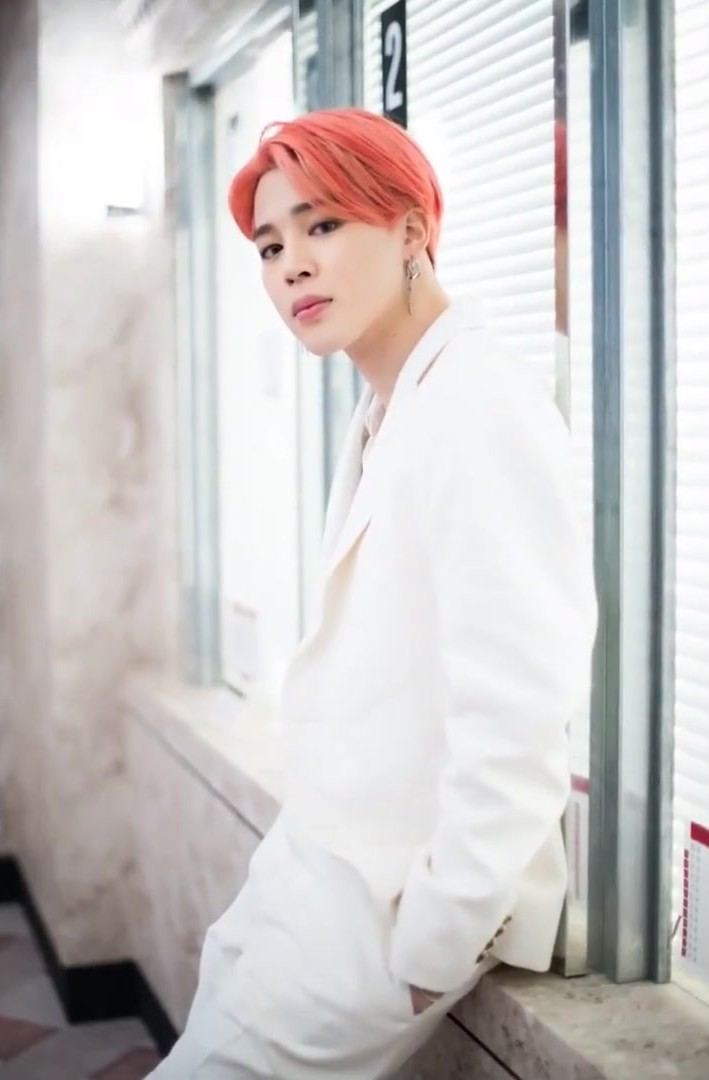
جیمین در صحنهٔ موزیک ویدئوی «پسری با عشق»، مارس ۲۰۱۹.

جزئیات برگرفته از پایگاه دادهٔ انجمن حق تکثیر موسیقی کره است.
| سال  | هنرمند           | آلبوم                          | ترانه                    |
| ---- | ---------------- | ------------------------------ | ------------------------ |
| ۲۰۱۳ | بی‌تی‌اس           | خیلی خفن برای مدرسه            | «خاتمه: سایفر اتاق مدوّر» |
| ۲۰۱۴ | جیمین و جونگ کوک | بدون آلبوم                     | «روز کریسمس»             |
| ۲۰۱۵ | بی‌تی‌اس           | زیباترین لحظه در زندگی، قسمت ۱ | «پسران هیجان‌زده»         |
| ۲۰۱۶ | بی‌تی‌اس           | بال‌ها                          | «دروغ»                   |
| ۲۰۱۸ | جیمین            | بدون آلبوم                     | «قول»                    |
| ۲۰۲۰ | بی‌تی‌اس           | نقشهٔ روح: ۷                    | «دوستان»                 |
| ۲۰۲۰ | بی‌تی‌اس           | بدون آلبوم                     | «در جنگل»                |
| ۲۰۲۰ | بی‌تی‌اس           | بودن                           | «بی-ماری»                |

## فیلم‌شناسی

### تریلرها و فیلم‌های کوتاه
| سال  | عنوان              | مدت زمان | کارگردان(ها)                      | منبع   |
| ---- | ------------------ | -------- | --------------------------------- | ------ |
| ۲۰۱۶ | «دروغ ۲#»          | ۲:۳۳     | یونگ-سوک چوی (لامپنز)             | [ ۶۴ ] |
| ۲۰۱۷ | «مقدمه: سرندیپیتی» | ۲:۳۱     | یونگ-سوک چوی و وون-جو لی (لامپنز) | [ ۶۵ ] |

### مجری‌گری
| سال  | شبکه   | برنامه        | توضیحات                | منبع   |
| ---- | ------ | ------------- | ---------------------- | ------ |
| ۲۰۱۶ | ام‌بی‌سی | شو! میوزیک کر | به‌همراه جونگ کوک       | [ ۱۸ ] |
| ۲۰۱۶ | ام‌نت   | ام کانت‌داون   | به‌همراه جین            | [ ۶۶ ] |
| ۲۰۱۷ | ام‌نت   | ام کانت‌داون   | به‌همراه آر ام و جی-هوپ | [ ۱۹ ] |